# Pauvres serviteurs de la Divine Providence
Les pauvres serviteurs de la Divine Providence (en latin : Pauperes Servi Divinae Providentiae) sont une congrégation cléricale de droit pontifical.

## Historique
La congrégation est fondée par Jean Calabria (1873 - 1954) à Vérone le 26 novembre 1907 pour le soin des enfants pauvres et abandonnés. Le 11 février 1932, Girolamo Cardinale, évêque de Vérone, approuve la fraternité des prêtres en tant que congrégation de droit diocésain sous le nom des pauvres serviteurs de la Divine Providence.
L'institut obtient le décret de louange le 25 avril 1949 et finalement approuvé par le Saint-Siège le 15 décembre 1956.

## Activités et diffusion
Les religieux accueillent des enfants et des personnes âgées pauvres et abandonnés, ils ont aussi pour but de nourrir et de soutenir les vocations sacerdotales ou à la vie religieuse.
Ils sont présents en :
- Europe : Italie, Roumanie
- Afrique : Angola, Kenya.
- Amérique : Argentine, Brésil, Chili, Colombie, Paraguay, Uruguay.
- Asie :  Inde, Philippines, Russie.

La maison-mère est à Vérone.
Au 31 décembre 2005 , l'institut comptait 283 religieux dont 157 prêtres dans 74 maisons.